# Philips Angel (van Leiden)

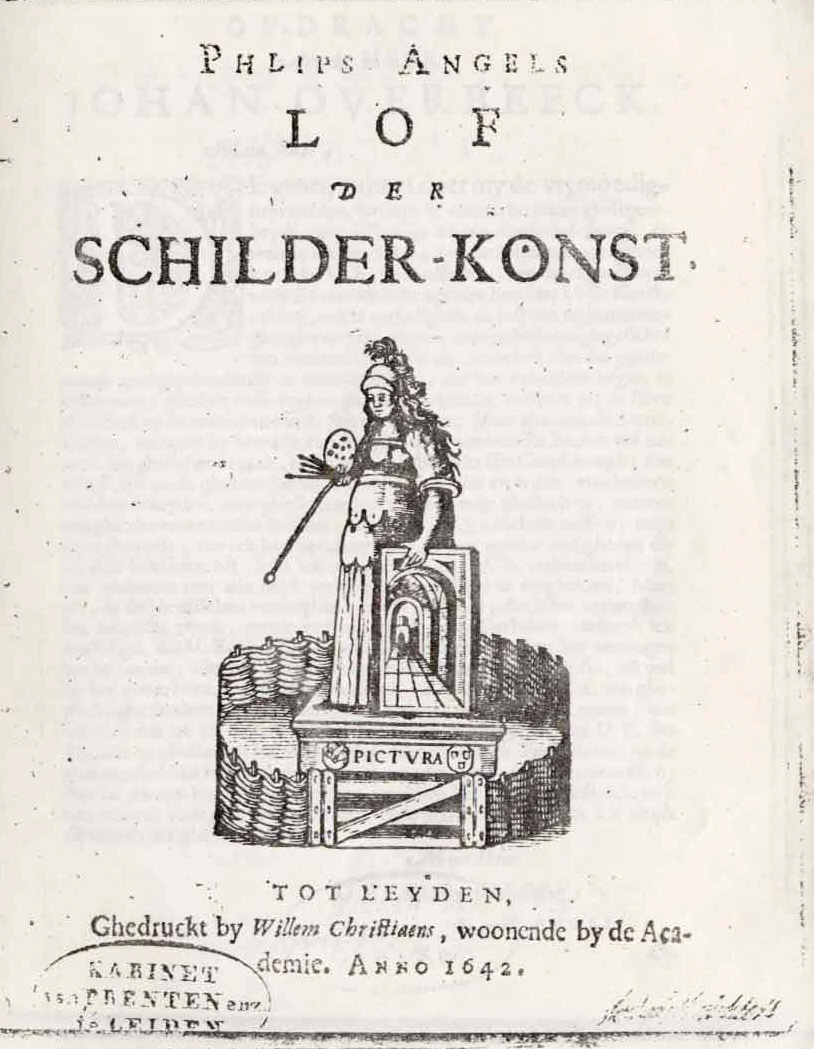
Titelseite des Lof der schilder-konst, 1642

Philips Angel (van Leiden) (* 1618 in Leiden; † nach 11. Juli 1664 in Batavia, heute Jakarta) war ein niederländischer Maler, Stecher und Kunstschriftsteller, außerdem betätigte er sich auch als Agent und Kaufmann der Ostindien-Kompanie. Heute ist er als Autor eines 58-seitigen Büchleins relevant, das 1642 in Leiden publiziert wurde und das einzige Zeugnis holländischer Kunsttheorie um die Mitte des Goldenen Zeitalters ist.

## Leben
Philips Angel war wahrscheinlich ein Cousin des wenig älteren, vornamensgleichen Malers aus Middelburg. Er wurde 1638 Malermeister in Leiden, es sind jedoch keine Werke von ihm bekannt – ausgenommen ein minderwertiger Stich im Stil Rembrandts. 1645 gab Angel die Stellung als Vorsitzender der Lukasgilde auf und wurde für die Ostindien-Kompanie in Batavia (heute Jakarta) tätig, seit 1653 – wegen Missmanagement entlassen – betätigte er sich als Hofmaler am persischen Hof des Schahs Abbas II. 1656 kehrte er nach Batavia zurück und starb nach 1664 vermutlich dort.

## Werk
Sein Werk Lof der schilder-konst ist der Abdruck einer Rede, die Angel 1641 am St.-Lukas-Tag – dem Tag des Schutzpatrons der Maler –  in Leiden als Aufforderung zur Gründung einer Lukasgilde gehalten hatte. Das Werk ist dreigeteilt: Die erste Hälfte zählt die berühmtesten Maler von der Antike bis zur Mitte des 17. Jahrhunderts auf und vergleicht Malerei, Poesie und Rhetorik in kunsttheoretisch üblichen Topoi miteinander. Die zweite Hälfte beschäftigt sich mit Fertigkeiten, die einen guten Künstler kennzeichnen sollen. In diesem Teil kommt der Autor auf gerade neu aufgekommene Subgenres wie Seestücke, Gefechte und Wachstuben-Szenen zu sprechen – dies ist das erste Mal, dass sie in der Kunstliteratur berücksichtigt werden. Allerdings widmet Angel – darin ganz konventionell – der Historienmalerei den meisten Platz in seiner Rede. Seine Forderungen – zum Beispiel nach der Übereinstimmung zwischen Charakteren und Umständen mit dem Wesen der dargestellten Handlung – sind konsistent mit den Vorstellungen der sogenannten Pre-Rembrandtisten, was auf Kontakte mit den Malern dieser Richtung und eventuell Rembrandt selbst deutet.